# Lol Creme

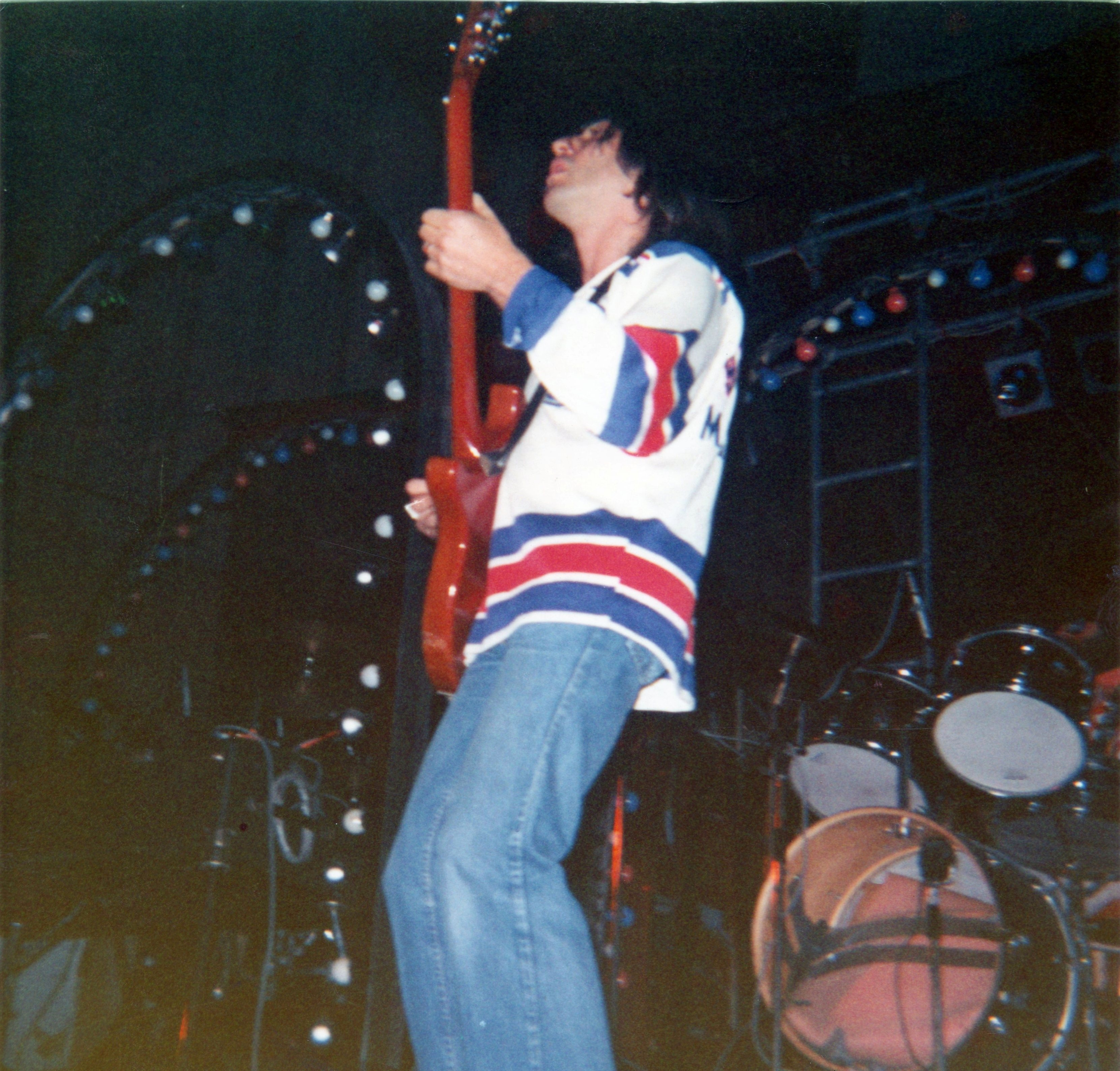
O músico em 1974

Laurence Neil "Lol" Creme (Grande Manchester, 19 de setembro de 1947) é um músico inglês.
Junto com Kevin Godley, participou de diversos grupos musicais passando a maior parte de sua carreira com o grupo 10cc. Lol Creme canta e toca guitarra e teclados.
Após alguns anos de trabalho com Trevor Horn, Lol juntou-se ao grupo Art of Noise, em 1998